# Celatoria brasiliensis
Celatoria brasiliensis är en tvåvingeart som beskrevs av Townsend 1929. Celatoria brasiliensis ingår i släktet Celatoria och familjen parasitflugor. Inga underarter finns listade.